# Чернеччинська сільська територіальна громада (Дніпропетровська область)
Чернеччинська сільська об'єднана територіальна громада — об'єднана територіальна громада в Україні, в Самарівському районі Дніпропетровської області. Адміністративний центр — село Чернеччина.
Площа — 307.75 кв.км, населення — 4672 осіб
Утворена 22 грудня 2019 року шляхом об'єднання Чернеччинської, Гупалівської, Дмухайлівської та Заплавської сільських рад Магдалинівського району.

## Населені пункти
До складу громади входять 8 сіл: Гупалівка, Дмухайлівка, Заплавка, Краснопілля, Кременівка, Минівка, Мусієнкове та Чернеччина.